# (803) Пика
(803) Пика (лат. Picka) — типичный астероид главного пояса, открытый 21 марта 1915 года австрийским астрономом Иоганном Пализой в Вене. Назван в честь чешского врача Фридриха Пика (1867-1921), который первым в Праге представил методы эндоскопии в медицине.